# Películas de justicieros
Las películas de justicieros o de vigilantes anónimos son un género cinematográfico en el que la o el protagonista o protagonistas se comportan como justicieros, tomándose la ley por su mano. Las películas de justicieros suelen ser películas de venganza en las que el sistema legal falla a los protagonistas, lo que los lleva a convertirse en justicieros.
En el cine de los Estados Unidos, las películas de justicieros ganaron prominencia durante la década de 1970 con "piedras angulares" como Death Wish o Harry el sucio, ambas con múltiples secuelas. Dennis Lim escribió para Los Angeles Times que: "La venganza de justicieros fue el tema cinematográfico de la década, floreciendo en los recintos más respetables del nuevo cine estadounidense incluso si alimentó numerosas películas de explotación", refiriéndose a Taxi Driver como un respetable ejemplo del género. Según Lim, para 2009 tales películas estaban regresando tras "los comparativamente prósperos y pacíficos años 90", con ejemplos como Walking Tall (2004), Death Sentence (2007), Law Abiding Citizen (2009) o Rambo: Last Blood (2019).

## Lista de películas

### Películas de justicieros anteriores a 1965
| Película                    | Año  | Ref.  |
| --------------------------- | ---- | ----- |
| Las aventuras de Robin Hood | 1938 | [ 2 ] |
| El incidente Ox-Bow         | 1943 | [ 3 ] |
| Los sobornados              | 1953 | [ 4 ] |
| El vengador sin piedad      | 1958 | [ 5 ] |
| El manantial de la doncella | 1960 | [ 6 ] |
| Yojimbo                     | 1961 | [ 7 ] |
| El Tesoro del Lago de Plata | 1962 | [ 8 ] |
| Yajū no seishun             | 1963 | [ 9 ] |
| El nacimiento de una nación | 1915 |       |

### Ola de películas de justicieros de finales de los 60 hasta mediados de los 80
| Película                                        | Año  | Ref.   |
| ----------------------------------------------- | ---- | ------ |
| Los cuatro hijos de Katie Elder                 | 1965 | [ 10 ] |
| Django                                          | 1966 | [ 11 ] |
| Neulovimye mstiteli                             | 1967 | [ 12 ] |
| Nacidos para perder                             | 1967 | [ 13 ] |
| La novia vestía de negro                        | 1968 |        |
| The Wild Bunch                                  | 1969 | [ 14 ] |
| Sudor frío                                      | 1970 | [ 15 ] |
| Joe                                             | 1970 |        |
| Ned Kelly                                       | 1970 | [ 16 ] |
| Violent City                                    | 1970 |        |
| Billy Jack                                      | 1971 | [ 17 ] |
| Chrome and Hot Leather                          | 1971 |        |
| Harry el sucio                                  | 1971 | [ 18 ] |
| Perros de paja                                  | 1971 |        |
| Las noches rojas de Harlem                      | 1971 | [ 19 ] |
| La polizia ringrazia                            | 1972 |        |
| La venganza de Ulzana                           | 1972 | [ 14 ] |
| The No Mercy Man                                | 1973 | [ 20 ] |
| Coffy                                           | 1973 |        |
| Milano trema: la polizia vuole giustizia        | 1973 |        |
| Magnum Force                                    | 1973 |        |
| Revólver                                        | 1973 |        |
| Robin Hood                                      | 1973 | [ 21 ] |
| Thriller – en grym                              | 1973 |        |
| Tony Arzenta                                    | 1973 |        |
| Walking Tall                                    | 1973 | [ 22 ] |
| La polizia chiede aiuto                         | 1974 |        |
| Death Wish                                      | 1974 | [ 18 ] |
| Il cittadino si ribella                         | 1974 |        |
| Three the Hard Way                              | 1974 |        |
| Za Sutorīto Faitā                               | 1974 |        |
| The Black Six                                   | 1974 | [ 23 ] |
| Black Belt Jones                                | 1974 | [ 24 ] |
| Act of Vengeance                                | 1974 |        |
| The Black Gestapo                               | 1975 |        |
| Desafío a la ciudad                             | 1975 |        |
| Crónica de una violación                        | 1975 |        |
| La città sconvolta: caccia spietata ai rapitori | 1975 |        |
| Con la ley y con el hampa                       | 1975 |        |
| Víctimas del terrorismo                         | 1975 |        |
| Il grande racket                                | 1976 |        |
| Taxi Driver                                     | 1976 | [ 18 ] |
| Quelli della Calibro 38                         | 1976 |        |
| Vigilante Force                                 | 1976 |        |
| Zebra Force                                     | 1976 |        |
| The Enforcer                                    | 1976 |        |
| Lipstick                                        | 1976 |        |
| Una magnum special per Tony Saitta              | 1976 |        |
| Trial by Combat                                 | 1976 |        |
| Keoma                                           | 1976 | [ 25 ] |
| The Outlaw Josey Wales                          | 1976 | [ 26 ] |
| Mad Dog Morgan                                  | 1976 | [ 27 ] |
| Un borghese piccolo piccolo                     | 1977 |        |
| Torino violenta                                 | 1977 |        |
| Rolling Thunder                                 | 1977 | [ 28 ] |
| I Spit on Your Grave                            | 1978 | [ 21 ] |
| Il giocattolo                                   | 1979 |        |
| Mad Max                                         | 1979 | [ 29 ] |
| Defiance                                        | 1980 |        |
| The Exterminator                                | 1980 | [ 18 ] |
| Ms. 45                                          | 1981 |        |
| Death Wish II                                   | 1982 |        |
| Krodham                                         | 1982 |        |
| 1990: los guerreros del Bronx                   | 1982 | [ 30 ] |
| Bakuretsu Toshi Burst City                      | 1983 | [ 31 ] |
| The Graduates of Malibu High                    | 1983 |        |
| Los jueces de la ley                            | 1983 |        |
| Sudden Impact                                   | 1983 |        |
| Escape del Bronx                                | 1983 | [ 32 ] |
| Vigilante                                       | 1983 | [ 14 ] |
| Alley Cat                                       | 1984 |        |
| The Toxic Avenger                               | 1984 | [ 33 ] |
| Exterminator 2                                  | 1984 |        |
| Savage Streets                                  | 1984 |        |
| Streets of Fire                                 | 1984 | [ 34 ] |
| Naked Vengeance                                 | 1985 |        |
| The Last Dragon                                 | 1985 | [ 35 ] |

### Finales de la década de 1980 hasta el presente
| Película                                    | Año  | Ref.   |
| ------------------------------------------- | ---- | ------ |
| El Gladiador                                | 1986 | [ 21 ] |
| The Seventh Curse                           | 1986 | [ 36 ] |
| Man on Fire                                 | 1987 |        |
| Rolling Vengeance                           | 1987 | [ 21 ] |
| Miami Connection                            | 1987 | [ 37 ] |
| I'm Gonna Git You Sucka                     | 1988 | [ 38 ] |
| Pumpkinhead                                 | 1988 | [ 39 ] |
| Batman                                      | 1989 |        |
| The Punisher                                | 1989 | [ 40 ] |
| Darkman                                     | 1990 |        |
| Total Recall                                | 1990 | [ 41 ] |
| Robin Hood: Prince of Thieves               | 1991 | [ 42 ] |
| Falling Down                                | 1993 | [ 21 ] |
| The Crow                                    | 1994 | [ 21 ] |
| Dark Angel: The Ascent                      | 1994 | [ 43 ] |
| Mr. Payback: An Interactive Movie           | 1995 |        |
| Blood and Donuts                            | 1995 | [ 44 ] |
| A Time to Kill                              | 1996 | [ 18 ] |
| Ojo por ojo                                 | 1996 | [ 18 ] |
| Night Hunter                                | 1996 | [ 45 ] |
| Spawn                                       | 1997 | [ 46 ] |
| Blade                                       | 1998 | [ 47 ] |
| The Boondock Saints                         | 1999 | [ 22 ] |
| Shaft                                       | 2000 |        |
| Faust: Love of the Damned                   | 2000 | [ 48 ] |
| Collateral Damage                           | 2002 | [ 49 ] |
| Spider-Man                                  | 2002 | [ 50 ] |
| Kill Bill                                   | 2003 | [ 21 ] |
| A Man Apart                                 | 2003 | [ 14 ] |
| The Hebrew Hammer                           | 2003 | [ 51 ] |
| Hellboy                                     | 2004 |        |
| Man on Fire                                 | 2004 | [ 52 ] |
| Walking Tall                                | 2004 | [ 18 ] |
| The Punisher                                | 2004 | [ 14 ] |
| Batman Begins                               | 2005 | [ 22 ] |
| Constantine                                 | 2005 | [ 53 ] |
| V for Vendetta                              | 2005 | [ 22 ] |
| Munich                                      | 2005 | [ 14 ] |
| Four Brothers                               | 2005 | [ 14 ] |
| Hard Candy                                  | 2006 | [ 54 ] |
| Death Note                                  | 2006 |        |
| The Brave One                               | 2007 | [ 18 ] |
| Death Sentence                              | 2007 | [ 18 ] |
| Urban Justice                               | 2007 |        |
| El Muerto                                   | 2007 | [ 55 ] |
| The Dark Knight                             | 2008 | [ 52 ] |
| Taken                                       | 2008 | [ 21 ] |
| Gran Torino                                 | 2008 | [ 22 ] |
| The Horseman                                | 2008 |        |
| Gutterballs                                 | 2008 | [ 56 ] |
| The Boondock Saints II: All Saints Day      | 2009 |        |
| Defendor                                    | 2009 | [ 57 ] |
| Law Abiding Citizen                         | 2009 | [ 18 ] |
| Harry Brown                                 | 2009 | [ 22 ] |
| Inglourious Basterds                        | 2009 | [ 18 ] |
| Watchmen                                    | 2009 | [ 21 ] |
| 13 Assassins                                | 2010 | [ 58 ] |
| The Man from Nowhere                        | 2010 | [ 59 ] |
| Red: Werewolf Hunter                        | 2010 | [ 60 ] |
| 22 Bullets                                  | 2010 | [ 61 ] |
| Faster                                      | 2010 | [ 21 ] |
| Machete                                     | 2010 | [ 21 ] |
| Kick-Ass                                    | 2010 | [ 62 ] |
| Super                                       | 2010 | [ 21 ] |
| Drive Angry                                 | 2011 | [ 63 ] |
| Hobo with a Shotgun                         | 2011 | [ 21 ] |
| Drive                                       | 2011 |        |
| Scary or Die                                | 2012 | [ 64 ] |
| The Amazing Adventures of the Living Corpse | 2012 | [ 65 ] |
| The Amazing Spider-Man                      | 2012 | [ 21 ] |
| The Dark Knight Rises                       | 2012 | [ 21 ] |
| Bad Ass                                     | 2012 |        |
| Taken 2                                     | 2012 |        |
| Fire with Fire                              | 2012 | [ 66 ] |
| The Man with the Iron Fists                 | 2012 | [ 67 ] |
| Prisoners                                   | 2013 | [ 68 ] |
| Avenged                                     | 2013 | [ 69 ] |
| Kick-Ass 2                                  | 2013 | [ 70 ] |
| The Outlaw Michael Howe                     | 2013 |        |
| Skin Trade                                  | 2014 | [ 71 ] |
| John Wick                                   | 2014 |        |
| In Order of Disappearance                   | 2014 |        |
| The Equalizer                               | 2014 | [ 72 ] |
| Mr. X                                       | 2015 |        |
| Taken 3                                     | 2015 |        |
| The Accountant                              | 2016 |        |
| Vengeance: A Love Story                     | 2017 |        |
| The Foreigner                               | 2017 |        |
| Death Note                                  | 2017 |        |
| Burning                                     | 2018 |        |
| Peppermint                                  | 2018 |        |
| The Equalizer 2                             | 2018 |        |
| Death Wish                                  | 2018 |        |
| Mandy                                       | 2018 | [ 73 ] |
| War                                         | 2019 |        |
| Rambo: Last Blood                           | 2019 | [ 74 ] |
| 6 Underground                               | 2019 |        |
| Birds of Prey                               | 2020 |        |
| Promising Young Woman                       | 2020 |        |
| Nobody                                      | 2021 |        |